# Любомир Динев
Любомир Антонов Динев е български географ, професор в Софийския университет.

## Биография
Роден е на 21 август 1911 г. в Стара Загора. През 1935 г. завършва география в Софийския университет. От 1935 до 1938 г. специализира география и завършва с докторат в Карловия университет в Прага. След завръщането си, през 1939 г. става асистент, от 1943 г. е доцент, а през 1957 г. е хабилитиран за професор по икономическа география и ръководи катедрите „Обща стопанска география“ и „География на туризма“ в Софийския университет. От 1957 до 1985 г. е председател на Българска федерация по пещерно дело. Умира на 16 август 1986 г.

## Научна дейност
Любомир Динев работи в областта на икономическата география, географията на населението и селищата, териториалното разпределение на населението и трудовите ресурси, икономическото райониране, географията на туризма и картографията. Негова заслуга е изясняването на научните основи на туристическото райониране на България. Участва като експерт при строежите на язовири в България, а през 1961 г. при изработването на Генералния план на София. През 1971 г. ръководи голям екип за разработване на „Генерална схема на икономическо микрорайониране на България“. През 1973 г. участва в изработването на „Атлас Народна република България“.

### Трудове
- „Покрайнината Доспат“ (1939)
- „Морфология на Централните Западни Карпати“ (1942)
- „Колибарските селища в Средна Стара планина“ (1942)
- „Селищната област по Искърския пролом“ (1943)
- „Преселническите движения в Дунавска България от началото на XIX век до днес“ (1947)
- „География на България“, том II (1961, в съавторство)
- „България. Кратка география“ (1969, в съавторсъво)